# Szuhai Péter
Szuhai Péter (2001 –) magyar díjugrató.

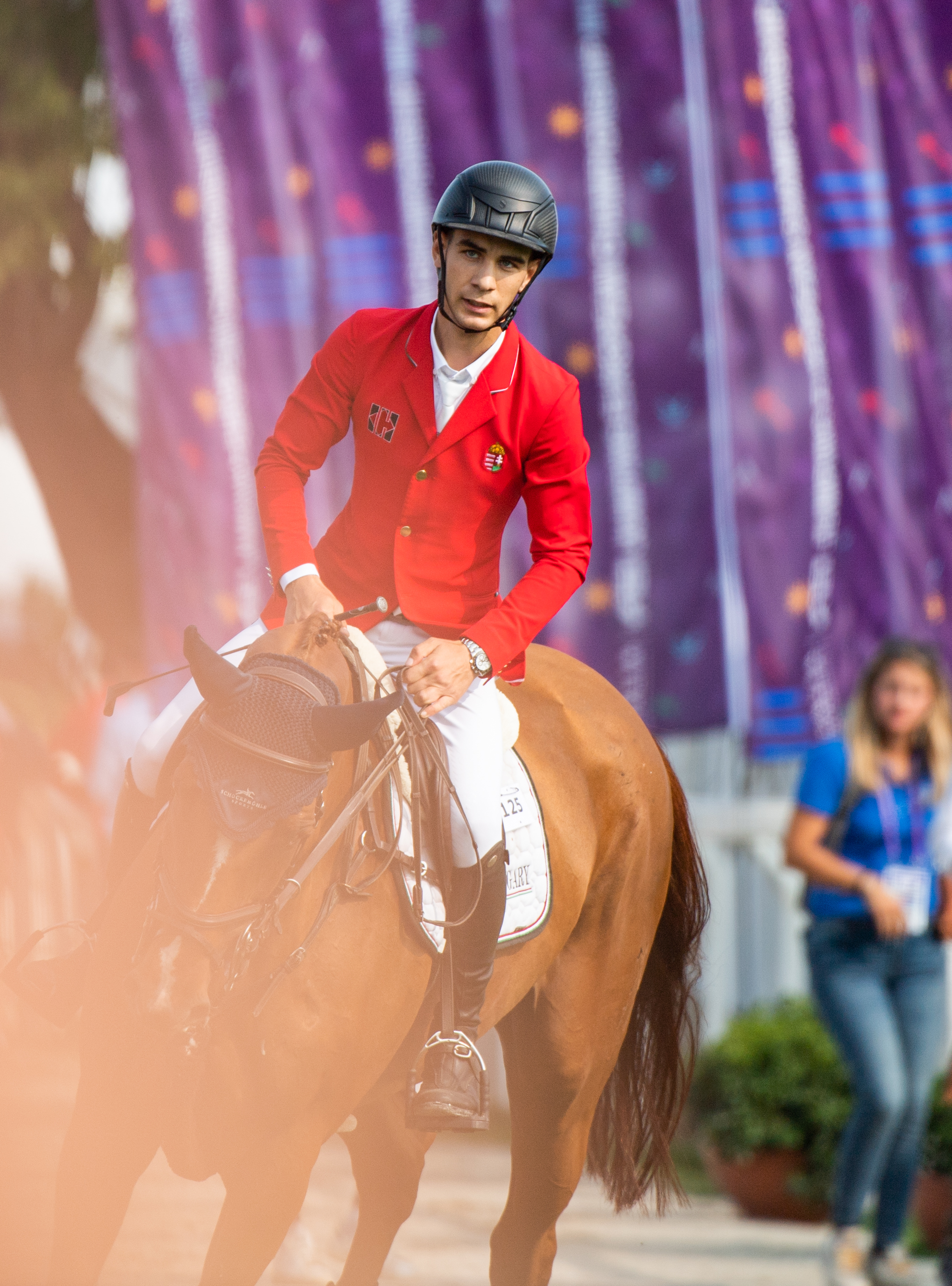
Szuhai Péter és Chacco's Girlstar a 2023. évi milánói Európa-bajnokságon. Fotó: Hajdu Krisztina

11 éves kora óta lovagol. Többgenerációs lovas család tagja, ő viszi tovább a családi hagyományt, immáron sportlovakkal.
Lovas sportolói karrierje során mindegyik korosztály válogatottjának (gyermek-ifi-U25) oszlopos tagja volt. A 2023-as év volt mindössze 22 évesen az első felnőtt éve, immáron a felnőtt válogatott tagjaként. Minősült a 2023. évi milánói Európa-bajnokságra, ahol eljutott a harmadik fordulóig, ami a magyar díjugratás történetében eddig összesen két lovasnak sikerült.
2022-2023 között a Magyar Lovassport Szövetség Olimpiai Programjának tagja, világhírű edzőkkel (Norbert Nuxoll, Bastian Freese, Florian Meyer Zu Hartum) és világklasszis menedzsmenttel építette szakmai karrierjét.
2022-ben a Magyar Lovassport Szövetségnél „Az év sportolója”.
Első felnőtt évében, mindössze 22 évesen három-, négy- és ötcsillagos versenyeken is rendszeresen indult, és már Nemzetek Díját is lovagolhatott: Manheim CSIO***, Sopot CSIO*****, Prága CSIO****.
A 2023. júniusi prágai olimpiai kvótaszerző verseny CSIO**** válogatottjának tagja.
A szükséges olimpiai kvalifikációt, a lovasnak szükséges három „MER” minősülést a 2023-as évben sikeresen teljesítette.
2023-ban a DVTK-nál „Az év férfi egyéni sportolója”.
Szintén 2023-ban a díjugrató szakág „Legjobb felnőtt sportolója”, amit a felnőtt – abszolút ranglista I. helyezéséért ért el.
A prágai olimpiai kvalifikációs csapatversenyen a magyar válogatott tagjaként megszerezte a harmadik helyet.

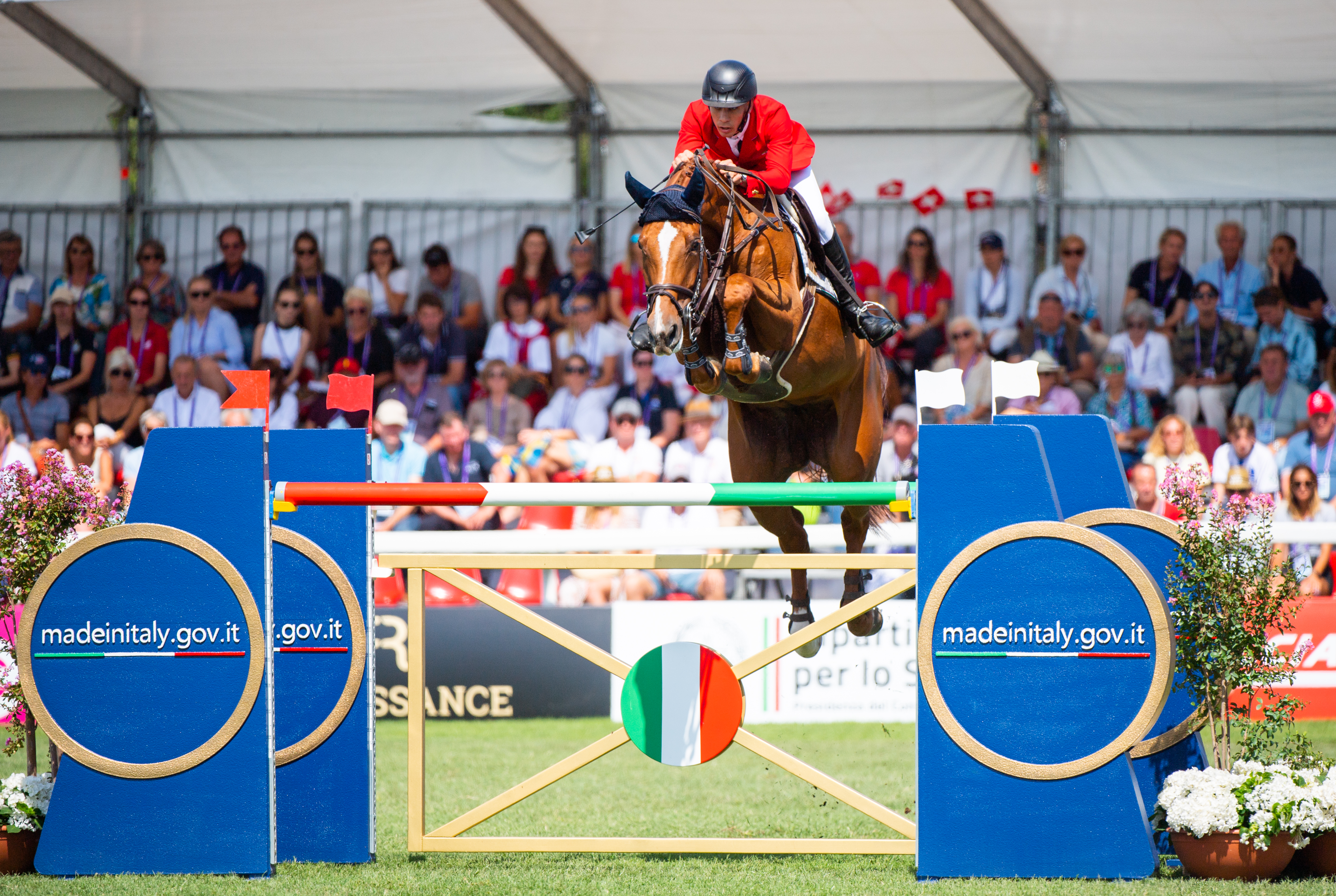
Szuhai Péter és Chacco's Girlstar a 2023. évi milánói Európa-bajnokságon. Fotó: Hajdu Krisztina

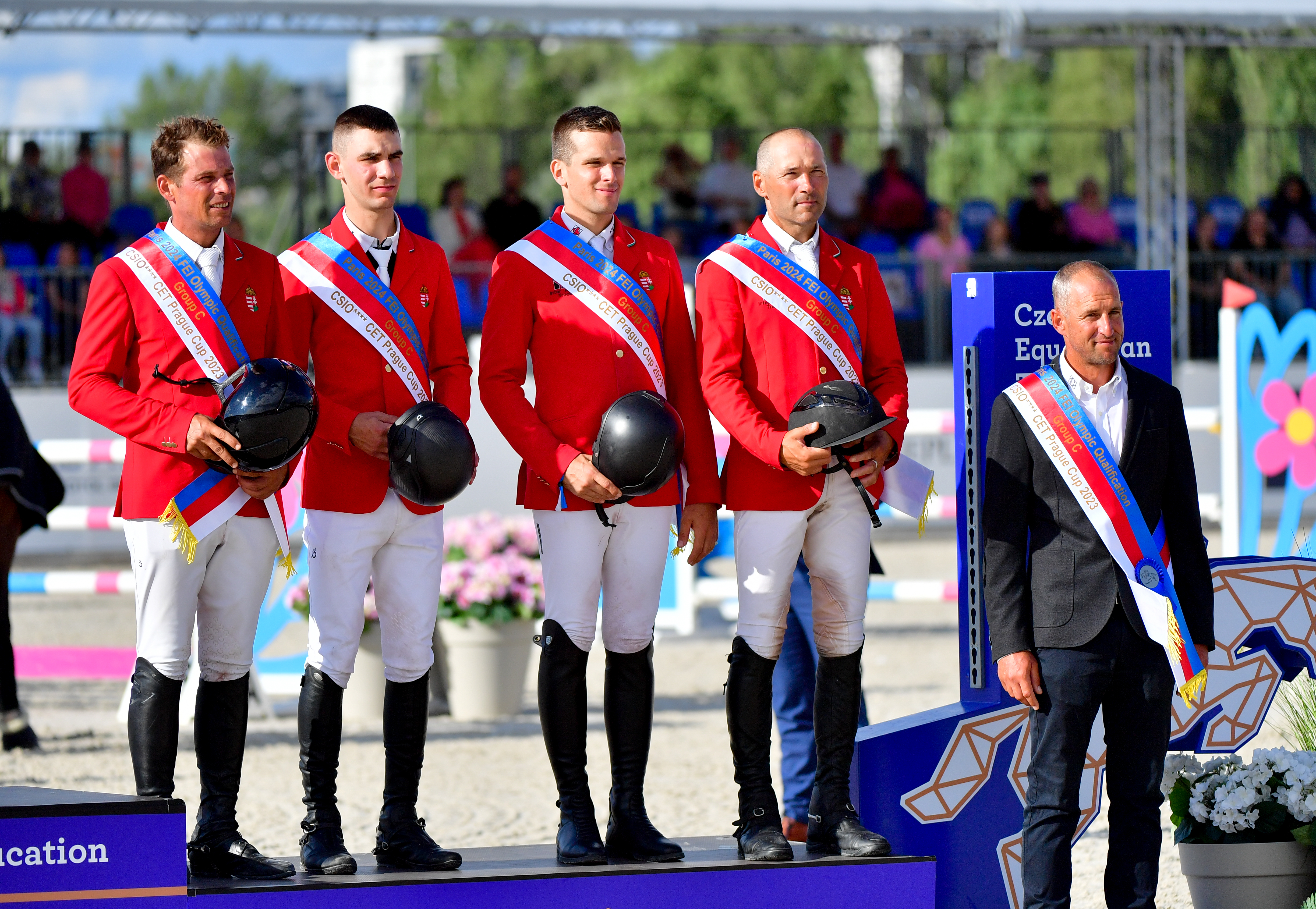
A prágai négycsillagos olimpiai kvótaszerző versenyen a magyar válogatott tagjaként a dobogó harmadik fokán. A képen balról a második. Fotó: Hajdu Krisztina

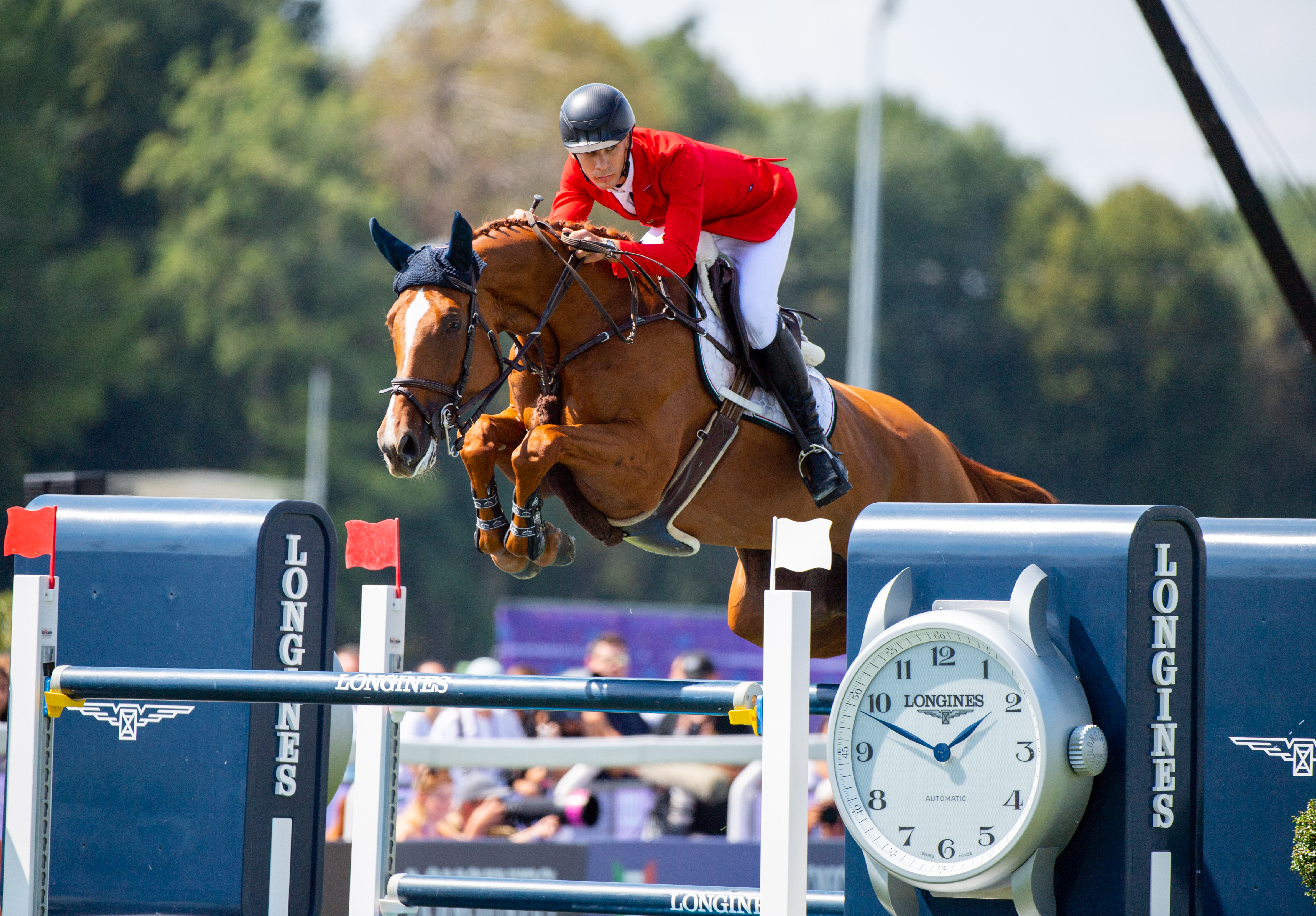
Szuhai Péter és Chacco's Girlstar a 2023. évi milánói Európa-bajnokságon. Fotó: Hajdu Krisztina

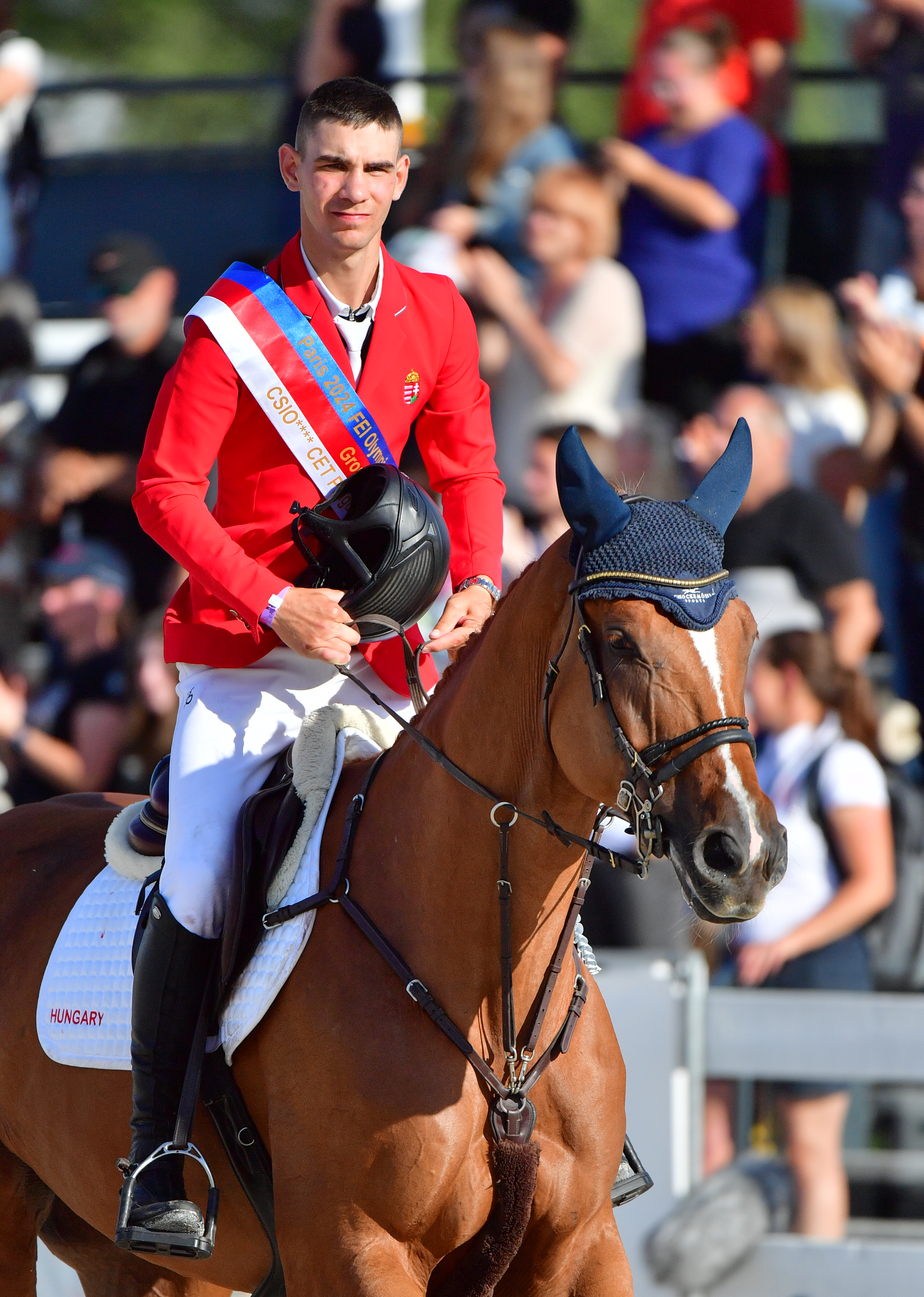
A prágai négycsillagos olimpiai kvótaszerző versenyen Péter a magyar válogatott tagjaként. Fotó: Hajdu Krisztina